# Mona Mahmoud
Mona Mahmoud Atallah Mostafa (* 29. November 1980) ist eine ägyptische Fußballschiedsrichterassistentin.

## Laufbahn
Seit 2005 steht sie auf der Liste der FIFA-Schiedsrichter und ist an der Spielleitung internationaler Fußballspiele beteiligt.
Mahmoud wurde bei mindestens vier Afrika-Cups der Frauen eingesetzt (bei der Afrikameisterschaft 2012 in Äquatorialguinea, der Afrikameisterschaft 2014 in Namibia, der Afrikameisterschaft 2018 in Ghana und der Afrikameisterschaft 2022 in Marokko).
Zudem war sie unter anderem Schiedsrichterassistentin bei der U-20-Weltmeisterschaft 2016 in Papua-Neuguinea sowie bei diversen Qualifikations- und Freundschaftsspielen.